# Scrobipalpa punctata
Scrobipalpa punctata is een vlinder uit de familie tastermotten (Gelechiidae). De wetenschappelijke naam is voor het eerst geldig gepubliceerd in 1996 door Povolny.
De soort komt voor in Europa.